# راکت حرارتی هسته‌ای

طرح یک راکت حرارتی هسته‌ای با هسته شکافت جامد و توربوپمپ tap-off

راکت حرارتی هسته‌ای (NTR) نوعی راکت حرارتی است که در آن گرمای ناشی از واکنش هسته‌ای، اغلب شکافت هسته‌ای، جایگزین انرژی شیمیایی پیشرانه در یک موشک با سوخت شیمیایی می‌شود. در یک راکت حرارتی هسته‌ای، سیال عامل، معمولاً هیدروژن مایع، در راکتور هسته‌ای تا دمای بالا گرم می‌شود و سپس از طریق نازل موشک منبسط شده و باعث ایجاد رانش می‌شود. منبع حرارت هسته‌ای خارجی از نظر تئوری سرعت خروجی مؤثر بیشتری را فراهم می‌کند و انتظار می‌رود ظرفیت حمل بار دو برابر یا سه برابر در مقایسه با پیشرانه‌های شیمیایی که انرژی را در داخل ذخیره می‌کنند، داشته باشد.